# Западноевропейская епархия (Сербский патриархат)
Западноевропейская епа́рхия (серб. Епархиjа Западноевропска, фр. Diocèse de France et d'Europe occidentale) — территориально-административная и каноническая структура Сербской православной церкви на территории Франции, Бельгии, Нидерландов и Испании.
Епархиальный центр — город Париж. Правящий архиерей — епископ Иустин (Еремич).

## История
По окончании второй мировой войны в Западной Европе осело значительное число сербских эмигрантов, главным образом бывших заключённых немецких концлагерей, которые не могли вернуться на Родину. Их духовное окормление осуществляли сербские священнослужители, которые оказались в изгнании; они были включены в юрисдикцию епископа Американо-Канадского Дионисия (Миливоевича).
19 июля 1952 года Сербские приходы в Западной Европе были подчинены непосредственно Патриарху Сербскому Викентию.
12 марта 1969 года решением внеочередного Архиерейского Собора Сербской православной церкви решением Синода Сербской православной церкви была учреждена Западноевропейская и Австралийско-Новозеландская епархия с кафедрой в Лондоне. Новая епархии на территории Западной Европы изначально насчитывала 13 приходов: 6 в Великобритании, 5 в Германии, по одному в Австрии и во Франции. Первым её иерархом стал епископ Лаврентий (Трифунович).
Второй заседание епархиального совета состоялась 3 мая 1969 года в Дюссельдорфе, куда переместился центр административный центр епархии. Там он располагался до 13 июня 1972 года.
В июне 1973 года из состава епархии была выделена Австралийско-Новозеландская епархия.
В 1979 году кафедра переместилась из Дюссельдорфа в Химмельштюр (ныне в черте Хильдесхайма).
6 декабря 1990 года епархия разделена на Среднеевропейскую епархию и Британско-Скандинавскую епархию.
Архиерейский собор Сербской православной Церкви на своём очередном заседании в 1994 году подготовили решение о изменении границ епархий Сербской православной церкви на территории западной Европы. Западноевропейская епархия была возрождена, будучи вновь выделенной из частей Среднеевропейской, Британско-Скандинавской и Епархии Западной Европы Новограчаницкой митрополии. В состав новой епархии вошли: Испания, Франция, Люксембург, Нидерланды и Бельгия. Кафедра епархии располагалась в Париже. Новом епископом Западноевропейским был поставлен бывший епископ Западноевропейский Новограчанской митрополии Дамаскин (Давидович). В 1997 году епископ Дамаскин был уволен на покой, епископ Лука (Ковачевич) был назначен администратором епархии, в 1999 году он был избран епископом Западноевропейским.

## Монастыри
- Монастырь в честь Рождества Пресвятой Богородицы (женский, Буа-Салер, департамент Майен)[4][5]
- Монастырь во имя святых Клара и Маврина (мужской; Лектур, департамент Жер, Франция)

## Епископы
- 30 марта 1969 — 6 декабря 1990 — Лаврентий (Трифунович)  с 24 июня 1989 — в/у, еп. Шабацко-Валевский
- май 1994—1997 — Дамаскин (Давидович)
- 13 мая 1999 — 17 декабря 2021 — Лука (Ковачевич)
- с 21 мая 2022 — Иустин (Еремич)